# Hexatoma (Hexatoma) baluchistanica
Hexatoma (Hexatoma) baluchistanica is een tweevleugelige uit de familie steltmuggen (Limoniidae). De soort komt voor in het Oriëntaals gebied.